# Richard Koo
 (septembre 2023).
La mise en forme du texte ne suit pas les recommandations de Wikipédia : il faut le « wikifier ».
Les points d'amélioration suivants sont les cas les plus fréquents. Le détail des points à revoir est peut-être précisé sur la page de discussion.
- Les titres sont pré-formatés par le logiciel. Ils ne sont ni en capitales, ni en gras.
- Le texte ne doit pas être écrit en capitales (les noms de famille non plus), ni en gras, ni en italique, ni en « petit »…
- Le gras n'est utilisé que pour surligner le titre de l'article dans l'introduction, une seule fois.
- L'italique est rarement utilisé : mots en langue étrangère, titres d'œuvres, noms de bateaux, etc.
- Les citations ne sont pas en italique mais en corps de texte normal. Elles sont entourées par des guillemets français : « et ».
- Les listes à puces sont à éviter, des paragraphes rédigés étant largement préférés. Les tableaux sont à réserver à la présentation de données structurées (résultats, etc.).
- Les appels de note de bas de page (petits chiffres en exposant, introduits par l'outil «  Source ») sont à placer entre la fin de phrase et le point final[comme ça].
- Les liens internes (vers d'autres articles de Wikipédia) sont à choisir avec parcimonie. Créez des liens vers des articles approfondissant le sujet. Les termes génériques sans rapport avec le sujet sont à éviter, ainsi que les répétitions de liens vers un même terme.
- Les liens externes sont à placer uniquement dans une section « Liens externes », à la fin de l'article. Ces liens sont à choisir avec parcimonie suivant les règles définies. Si un lien sert de source à l'article, son insertion dans le texte est à faire par les notes de bas de page.
- La présentation des références doit suivre les conventions bibliographiques. Il est recommandé d'utiliser les modèles {{Ouvrage}}, {{Chapitre}}, {{Article}}, {{Lien web}} et/ou {{Bibliographie}}. Le mode d'édition visuel peut mettre en forme automatiquement les références.
- Insérer une infobox (cadre d'informations à droite) n'est pas obligatoire pour parachever la mise en page.

Pour une aide détaillée, merci de consulter Aide:Wikification.
Si vous pensez que ces points ont été résolus, vous pouvez retirer ce bandeau et améliorer la mise en forme d'un autre article.
Richard C. Koo est un économiste taïwano-américain vivant au Japon. Il a développé le concept  de récession de bilan. Il est économiste en chef à l'Institut de recherche Nomura,.

## Jeunesse et formation
Koo est né à Kobé. Son père, Koo Kwang-ming, était un militant du mouvement indépendantiste taïwanais vivant alors en exil au Japon, et le frère de l'éminent homme d'affaires taïwanais Koo Chen-fu. Koo a vécu 13 ans à Tokyo pendant, avant d'étudier à l'Université de Californie à Berkeley où il a obtenu une licence en sciences politiques et affaires publiques en 1976. Il a ensuite poursuivi ses études supérieures à l'Université Johns Hopkins, où il a obtenu un master en 1981.

## Parcours professionnel
Après avoir obtenu son diplôme de l'Université Johns Hopkins, Koo a travaillé à la Federal Reserve Bank de New York en tant qu'économiste de 1981 à 1984.
Il a ensuite rejoint Nomura Holdings en 1984. Il en fut le premier chercheur expatrié au titre d'économiste senior de 1984 à 1997,. Il est ensuite devenu économiste en chef du Nomura Research Institute à partir de 1997.

## Travaux
Fin 2011, Landon Thomas a écrit dans le New York Times, que le travail de Koo sur « les causes, la solution et la dimension politique » publié la même année « était devenue virale sur le Web ». L'article de Thomas élaborait sur la différence dans les approches par les gouvernements américain et britannique des crises bancaires lors de la crise financière de 2008-2009, et sur le commencement de l'approche européenne à la fin 2011. C'est cette note de recherche qui révèle au grand public la notion de récession de bilan, dont l'auteur revendique la paternité, même s'il reconnait « l'inspiration que lui a donné Edward Frydl, son patron à la Réserve Fédérale de New York, qui usait du terme récession causée par le bilan (balance sheet–driven recession) quand ils discutaient ensemble de l'économie américaine au début des années 1990 » (2023 chap. 1 note 6).
Dans ses ouvrages ultérieurs, il développe une analyse de l'évolution des économies en longue période : avant le tournant de Lewis, l'offre de travail salarié est infiniment élastique et l'investissement accroit la production et les inégalités, entre le tournant de Lewis et un niveau de salaire qui incite à la délocalisation, l'économie connait un « âge d'or » qui correspond à la croissance fordiste de la théorie de la régulation, enfin au-delà d'un certain niveau de salaire, il est plus rentable pour le capital de s'investir dans les pays émergents « poursuivants ». Koo dit des économies dans cette phase post-fordiste qu'elles sont « poursuivies » par les pays moins avancés mais qui disposent d'un avantage décisif en termes de coût du travail.
Aucun de ses ouvrages n'a encore été traduit en français.

## Publications
- (2008) The Holy Grail of Macroeconomics - Lessons from Japan’s Great Recession (John Wiley & Sons)
- (2011) « The world in balance sheet recession: causes, cure, and politics », Real-World Economics Review (issue no. 58), Nomura Research Institute, Tokyo.
- (2014) The Escape from Balance Sheet Recession and the QE Trap: A Hazardous Road for the World Economy (John Wiley & Sons)
- (2023) Pursued Economy: Understanding and Overcoming the Challenging New Realities for Advanced Economies (John Wiley & Sons)

### Vidéos
- [vidéo] « Video: Richard Koo explains what is wrong with the economy, April 9, 2011 », sur YouTube
- [vidéo] « Richard Koo: Overhangs, Uncertainty and Political Order: Where Do We Go From Here? », sur YouTube at the Institute for New Economic Thinking's (INET) Paradigm Lost Conference in Berlin. April 14, 2012
- [vidéo] « Video: ACATIS Konferenz 2016, Mr. Koo, Surviving in the Intellectually Bankrupt Monetary Policy Environment », sur YouTube